# Comté de Marshall (Minnesota)
Pour les articles homonymes, voir Comté de Marshall.
Le comté de Marshall est situé dans l’État du Minnesota, aux États-Unis. Il comptait 10 155 habitants en 2000. Son siège est Warren.

## Histoire
L'état du Minnesota a créé le comté le 25 février 1879, à partir d'un territoire appartenant à la moitié sud du comté de Kittson, avec la ville de Warren (qui a été créé pour la première fois la même année) comme siège du comté. Il porte le nom de William Rainey Marshall, qui fut gouverneur du Minnesota de 1866 à 1870.
Le comté de Marshall a été un lieu où a été revendiqué un incident d'OVNI en 1979, l'incident de Val Johnson.

## Géographie
Le comté de Marshall se trouve à la frontière du Minnesota avec le Dakota du Nord (de l'autre côté de la Rivière Rouge). La rivière Snake prend sa source dans le comté de Polk et coule vers le nord à travers la partie ouest du comté jusqu'à sa confluence avec la rivière Rouge. La rivière Tamarac prend sa source dans le comté de Marshall et coule vers l'ouest à travers la zone nord du comté jusqu'à sa confluence avec la Rouge. La rivière Middle prend également sa source dans le comté de Marshall et coule vers l'ouest à travers la partie sud du comté, se jetant dans le Snake juste en amont du confluent Snake/Red. Le terrain du comté se compose principalement de basses collines entièrement consacrées à l'agriculture lorsque cela est possible. Le point culminant du comté se situe près du milieu de sa frontière est, à 364 mètres de haut. Le comté a une superficie de 4 700 km², dont 4 600 km² de terre et 98 km² (2,1 %) d'eau. Marshall est l'un des 17 comtés de la région de plaine du Minnesota où prédominent les sols aride.

### Autoroutes
- U.S. Highway 59
- U.S. Highway 75
- Minnesota State Highway 1
- Minnesota State Highway 32
- Minnesota State Highway 89
- Minnesota State Highway 219
- Minnesota State Highway 220
- Minnesota State Highway 317

### Aéroport
- Aéroport municipal de Stephen (D41) - nord-est de Stephen[2]

### Comtés adjacents
- Comté de Roseau - nord-est
- Comté de Beltrami - est
- Comté de Pennington - sud-est
- Comté de Polk - sud
- Comté de Grand Forks - sud-ouest
- Comté de Walsh - ouest
- Comté de Pembina - nord-ouest

### Régions protégées[5]
- Zone de gestion de la faune de l'État des plages
- Zone scientifique et naturelle des parcs du lac Bronson
- Parc d'État du lac Bronson

### Lacs[5]
- Lac Bronson
- Lac Stella
- Lacs jumeaux

## Villes
- Alvarado
- Argyle
- Grygla
- Holt
- Middle River
- Newfolden
- Oslo
- Stephen
- Strandquist
- Viking
- Warren (chef-lieu du comté)